# Pseudopoda qizimeishanensis
Espèce
Pseudopoda qizimeishanensis est une espèce d'araignées aranéomorphes de la famille des Sparassidae.

## Distribution
Cette espèce est endémique du Hubei en Chine,. Elle se rencontre dans le xian de Xuan'en.

## Description
Le mâle holotype mesure 14,9 mm et la femelle paratype 16,9 mm.

## Systématique et taxinomie
Cette espèce a été décrite par Zhang, Liu et Hu en 2024.

## Étymologie
Son nom d'espèce, composé de qizimeishan et du suffixe latin -ensis, « qui vit dans, qui habite », lui a été donné en référence au lieu de sa découverte, le Qizimeishan.

## Publication originale
- Chang, Zhang, Liu, Zhu, Liu, Chen & Hu, 2024 : « Three new species of Pseudopoda Jäger, 2000 (Araneae, Sparassidae, Heteropodinae) from Qizimeishan National Nature Reserve of Hubei, China. » ZooKeys, vol. 1214, p. 143-160 (texte intégral).